# Gabriele Tarquini
Gabriele Tarquini, född 2 mars 1962 i Giulianova nära Pescara, är en italiensk racerförare. Han blev världsmästare i standardvagnsracing 2009 med SEAT Sport.

## Racingkarriär

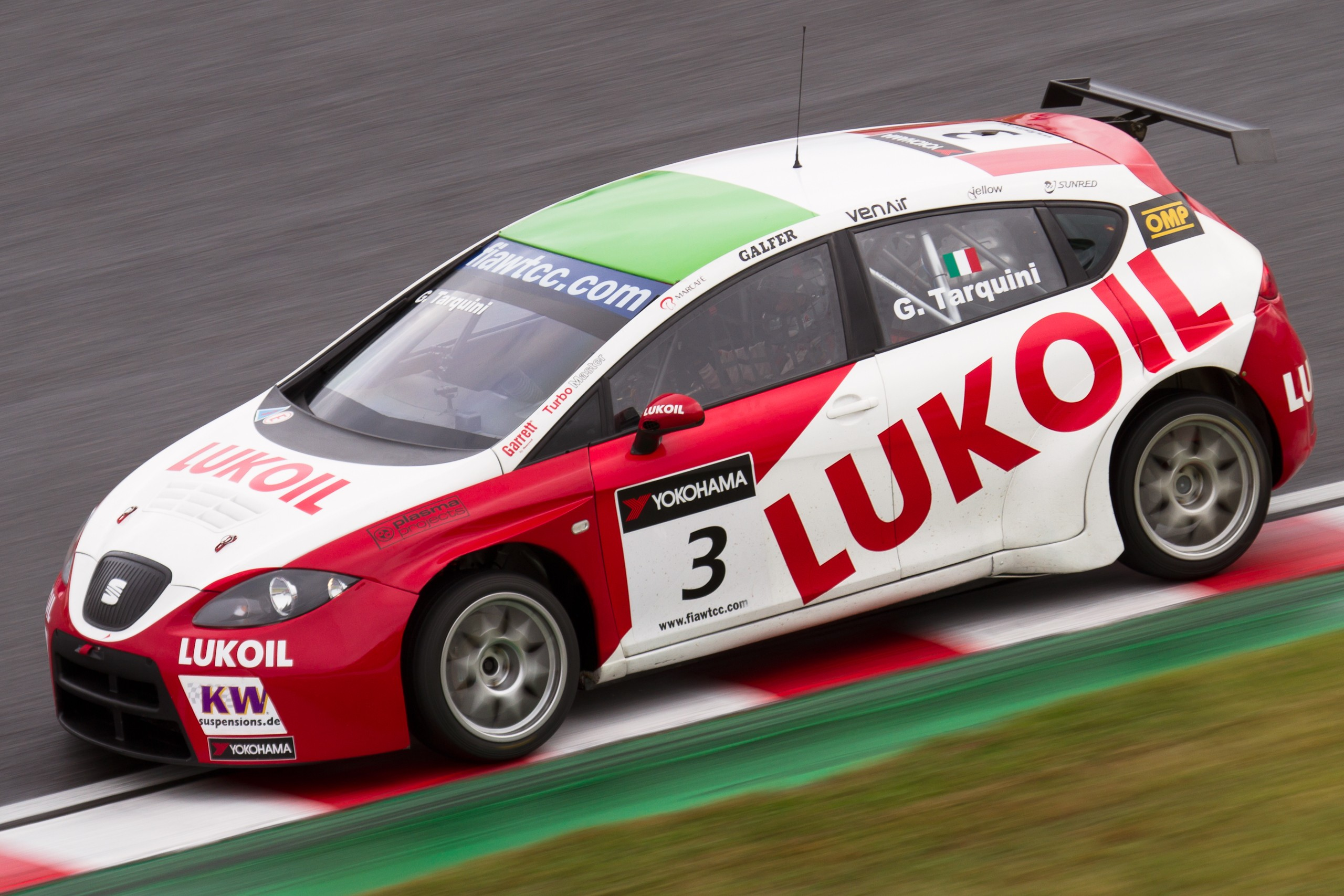
Gabriele Tarquini under FIA WTCC Race of Japan på Suzuka International Racing Course 2011.

Tarquini började tävla i karting på sin pappas bana vid åtta års ålder. 1983 deltog han i CSAI:s racingskola i Vallelunga och gick därefter direkt till formel 3. 1984 körde Tarquini ett par lopp för Coloni men gick sedan tillbaka till karting och blev italiensk mästare, europeisk mästare och världsmästare i sporten. 1985 fick han köra formel 3000 för Sanremo Racing och kom sexa i mästerskapet under sin första säsong. Tarquini fortsatte i Formel 3000 ytterligare två säsonger men han lyckades inte lika bra som i den första. 1987 gjorde han formel 1-debut i en Osella-Alfa Romeo i San Marino. 1988 gick han till Colonistallet, men det blev en dålig säsong för honom så han blev arbetslös tills Philippe Streiff kraschade sin AGS under testkörning inför Brasiliens Grand Prix 1989 i Rio de Janeiro. Tarquini fick då ta över som försteförare i AGS. Hans bästa lopp blev Mexikos Grand Prix 1989, i vilket han kom sexa. Han stannade kvar till slutet av 1991 då han gick till Fondmetal där han stannade tills det stallet lades ned efter Italiens Grand Prix 1992. 
Tarquini började sedan tävla i standardvagnar och han blev mästare i British Touring Car Championship 1994 i en Alfa Romeo 155 efter att under säsongen ha vunnit åtta lopp. Efter ett gästspel i Formel 1 i Europas Grand Prix 1995 i en Tyrrell-Yamaha fortsatte han sin karriär som standardvagnsförare för Alfa Romeo. 
Säsongen 2003 blev han mästare i European Touring Car Championship, bara en poäng före Jörg Müller.
Tarquinis nästa stora internationella titel kom 2009 i World Touring Car Championship. Han blev där världsmästare, före 2008 års mästare, Yvan Muller. Säsongen 2010 blev han slagen av Muller, och slutade tvåa totalt.
Säsongen 2011 blev Tarquinis sämsta säsong i World Touring Car Championship på tre år. Chevrolet var näst intill ostoppbara för de andra märkena och Tarquini blev näst bästa icke-Chevrolet på femte plats i förarmästerskapet. Han körde även på Karlskoga Motorstadion och FDM Jyllandsringen i Scandinavian Touring Car Championship under slutet av säsongen, men tog inte mer än två poäng.

## F1-karriär
| Säsong | Stall/Tillverkare       | Poäng | Placering |
| ------ | ----------------------- | ----- | --------- |
| 1987   | Osella-Alfa Romeo       | 0     | –         |
| 1988   | Coloni-Ford             | 0     | –         |
| 1989   | AGS-Ford                | 1     | 26        |
| 1990   | AGS-Ford                | 0     | –         |
| 1991   | AGS-Ford Fondmetal-Ford | 0     | –         |
| 1992   | Fondmetal-Ford          | 0     | –         |
| 1995   | Tyrrell-Yamaha          | 0     | –         |